# Ghiacciolo (olivo)
Il ghiacciolo è una varietà di olivo tipica della Romagna, diffusa nell'areale di Brisighella, Faenza, Casola Valsenio, Riolo Terme, Modigliana e Castrocaro Terme.
Tale varietà autofertile è dotata di ottima resistenza al freddo e ai parassiti più comuni dell'olivo e viene usata per l'impollinazione e allegagione dei frutti, ragion per la quale viene messa a dimora una pianta in mezzo ad una piantagione di altre varietà, soprattutto nella Nostrana di Brisghella.
Viene utilizzata insieme ad altre cultivar della zona, Nostrana e Orfana, per ottenere l'olio Brisighello. Oggi si sta recuperando questa antica varietà per farne un olio monocultivar molto pregiato, il Nobildrupa, fino ad oggi prodotto in quantità limitatissime.